# Mainardi (cognome)
Mainardi è un cognome di lingua italiana.

## Varianti
Manardi.

## Origine e diffusione
Cognome tipicamente centro-settentrionale, è presente prevalentemente in Lombardia ed Emilia-Romagna.
Potrebbe derivare dal prenome Mainardo.

## Persone
- Andrea Mainardi – cuoco e conduttore televisivo italiano
- Andrea Mainardi detto il Chiaveghino – pittore italiano del periodo tardo rinascimentale
- Anna Mainardi Fava – politica italiana.
- Elisa Mainardi – calciatrice italiana
- Enzo Mainardi – poeta e pittore italiano
- Giuseppe Mainardi – calciatore italiano
- Girolamo Mainardi – editore, tipografo e impresario teatrale italiano
- Guido Mainardi – politico italiano
- Lattanzio Mainardi, noto anche come Lattanzio Bolognese – pittore italiano del periodo tardo rinascimentale